# La Terrasse (Isèra)
La Terrasse és un municipi francès situat al departament de la Isèra i a la regió d'Alvèrnia-Roine-Alps. L'any 2007 tenia 2.244 habitants.

## Demografia

### Població
El 2007 la població de fet de La Terrasse era de 2.244 persones. Hi havia 805 famílies de les quals 169 eren unipersonals (107 homes vivint sols i 62 dones vivint soles), 230 parelles sense fills, 361 parelles amb fills i 45 famílies monoparentals amb fills.
La població ha evolucionat segons el següent gràfic:
Habitants censats

### Habitatges
El 2007 hi havia 902 habitatges, 815 eren l'habitatge principal de la família, 38 eren segones residències i 50 estaven desocupats. 727 eren cases i 164 eren apartaments. Dels 815 habitatges principals, 627 estaven ocupats pels seus propietaris, 172 estaven llogats i ocupats pels llogaters i 15 estaven cedits a títol gratuït; 10 tenien una cambra, 72 en tenien dues, 129 en tenien tres, 201 en tenien quatre i 402 en tenien cinc o més. 655 habitatges disposaven pel capbaix d'una plaça de pàrquing. A 293 habitatges hi havia un automòbil i a 474 n'hi havia dos o més.

### Piràmide de població
La piràmide de població per edats i sexe el 2009 era:
| Homes | Edats   | Dones |
| ----- | ------- | ----- |
| 0     | 95 o +  | 4     |
| 4     | 90 a 94 | 16    |
| 12    | 85 a 89 | 16    |
| 0     | 80 a 84 | 16    |
| 28    | 75 a 79 | 44    |
| 40    | 70 a 74 | 36    |
| 44    | 65 a 69 | 24    |
| 40    | 60 a 64 | 36    |
| 40    | 55 a 59 | 44    |
| 60    | 50 a 54 | 64    |
| 96    | 45 a 49 | 64    |
| 88    | 40 a 44 | 84    |
| 52    | 35 a 39 | 76    |
| 88    | 30 a 34 | 92    |
| 52    | 25 a 29 | 48    |
| 40    | 20 a 24 | 60    |
| 92    | 15 a 19 | 72    |
| 40    | 10 a 14 | 60    |
| 76    | 5 a 9   | 56    |
| 60    | 0 a 4   | 52    |

## Economia
El 2007 la població en edat de treballar era de 1.419 persones, 1.098 eren actives i 321 eren inactives. De les 1.098 persones actives 1.031 estaven ocupades (540 homes i 491 dones) i 67 estaven aturades (31 homes i 36 dones). De les 321 persones inactives 104 estaven jubilades, 129 estaven estudiant i 88 estaven classificades com a «altres inactius».

### Ingressos
El 2009 a La Terrasse hi havia 818 unitats fiscals que integraven 2.216,5 persones, la mediana anual d'ingressos fiscals per persona era de 24.250 €.

### Activitats econòmiques
Dels 94 establiments que hi havia el 2007, 3 eren d'empreses extractives, 2 d'empreses alimentàries, 7 d'empreses de fabricació d'altres productes industrials, 11 d'empreses de construcció, 16 d'empreses de comerç i reparació d'automòbils, 3 d'empreses de transport, 5 d'empreses d'hostatgeria i restauració, 1 d'una empresa d'informació i comunicació, 3 d'empreses financeres, 4 d'empreses immobiliàries, 15 d'empreses de serveis, 19 d'entitats de l'administració pública i 5 d'empreses classificades com a «altres activitats de serveis».
Dels 17 establiments de servei als particulars que hi havia el 2009, 1 era una oficina de correu, 3 tallers de reparació d'automòbils i de material agrícola, 1 fusteria, 3 lampisteries, 1 electricista, 1 empresa de construcció, 2 perruqueries, 3 restaurants i 2 agències immobiliàries.
Dels 4 establiments comercials que hi havia el 2009, 1 era una gran superfície de material de bricolatge, 1 una botiga de menys de 120 m², 1 una fleca i 1 una floristeria.
L'any 2000 a La Terrasse hi havia 14 explotacions agrícoles que ocupaven un total de 78 hectàrees.

## Equipaments sanitaris i escolars
El 2009 hi havia 1 escola maternal i 1 escola elemental. La Terrasse disposava d'un col·legi d'educació secundària

## Poblacions més properes
El següent diagrama mostra les poblacions més properes.